# Lorut
Lorut (armeniska: Լորուտ) är en ort i Armenien.   Den ligger i provinsen Lori, i den norra delen av landet, 90 kilometer norr om huvudstaden Jerevan. Lorut ligger 1 499 meter över havet och antalet invånare är 1 101.
Terrängen runt Lorut är kuperad. Närmaste större samhälle är Odzun, 18,5 kilometer nordväst om Lorut. 
Omgivningarna runt Lorut är en mosaik av jordbruksmark och naturlig växtlighet. Runt Lorut är det ganska tätbefolkat, med 72 invånare per kvadratkilometer.